# Chora (district)
Chora (ook wel Kora of Chura) is een district in de provincie Uruzgan in Afghanistan. De hoofdplaats van het district is Chora, waar ongeveer 3.000 mensen wonen. 